# Trận Nam Bì
Trận Nam Bì (chữ Hán: 南皮之战, Nam Bì chi chiến) là một trận chiến xảy ra vào đầu năm 205, vào thời kỳ Hán mạt. Trận chiến này đánh dấu sự sụp đổ của thế lực quân phiệt Viên Đàm trước đối thủ Tào Tháo. Sau khi giáng một đòn mạnh vào người em của Viên Đàm là Viên Thượng, chiến thắng của Tào Tháo tại Nam Bì đã mang lại cho ông quyền kiểm soát không thể tranh cãi đối với đồng bằng Hoa Bắc, trong khi các thế lực tàn dư của họ Viên bị truy đuổi xa hơn về phía bắc.

## Bối cảnh
Sau thất bại quan trọng tại trận Quan Độ trước đối thủ chính là Tào Tháo vào năm 200, Viên Thiệu, quân phiệt hùng mạnh nhất thời bấy giờ, đã hoàn toàn suy sụp và qua đời 2 năm sau đó, để lại phần lãnh thổ rộng lớn nằm dưới quyền kiểm soát của mình là 4 châu Thanh, U, Ký, Tinh, mà chưa kịp chỉ định người kế vị. Những người đang kiểm soát cát phần lãnh thổ của Viên Thiệu gồm có 3 người con trai của ông gồm Viên Đàm, Viên Hi, Viên Thượng và người cháu Cao Cán. Mặc dù Viên Đàm, với địa vị là con trai cả, về lý thuyết sẽ là người kế vị cha mình, tuy nhiên, những người ủng hộ Viên Thượng đã làm giả di chúc của Viên Thiệu, tuyên bố người con trai út là Viên Thượng là người kế vị. Mâu thuẫn giữa 2 anh em lập tức bùng nổ, dù rằng 2 người đã tạm thời hòa hoãn một thời gian ngắn để liên kết cùng nhau chống lại cuộc xâm lược của Tào Tháo vào năm 203. Sau khi mối nguy từ phía Tào Tháo có vẻ đã giảm bớt, Viên Đàm đã tìm cách chiếm đại bản doanh của họ Viên ở Nghiệp thành, nhưng Viên Thương đã đánh bại anh trai mình và đẩy lui quân Viên Đàm đến tận Nam Bì. Nơi đây từng là căn cứ địa cũ của Viên Đàm, vốn do các thuộc hạ cũ như Vương Tu và Quản Thống (管統) kiểm soát. Tuy nhiên, Viên Đàm cũng có nhiều người chống đối, mà quan trọng nhất là Lưu Tuân (劉詢). Do đó, thế đứng của Viên Đàm ở Nam Bì, trên thực tế khó được xem là vững chắc.
Mùa thu năm 202, Tào Tháo đã tiến hành cuộc chinh phạt đối với đồng minh của họ Viên là Lưu Biểu ở phía nam. Đây cũng là một phần trong chiến lược để khiến anh em họ Viên mất cảnh giác trước mối đe dọa từ Tào Tháo và quay sang tranh chấp lẫn nhau, làm suy yếu lực lượng của cả hai. Quả nhiên, khi cảm thấy không còn mối đe dọa từ Tào Tháo, Viên Thượng ngay lập tức tiến đánh Viên Đàm tại Nam Bì. Viên Đàm thua trận và phải chạy về phía nam đến Bình Nguyên. Nguyên Thanh châu vốn là lãnh địa căn bản trước đây của Viên Đàm, tuy nhiên sau thất bại của họ Viên, tướng của phe Tào là Tang Bá đã chiếm được nhiều phần lãnh thổ trong châu. Vì vậy, khi Viên Thượng tiếp tục tiến công bao vây Bình Nguyên, Viên Đàm đã không còn đủ lực lượng để cầm cự. Trước tình hình này, nưu sĩ Quách Đồ bèn đề xuất mưu kế tạm thời cầu hòa với kẻ thù Tào Tháo, nhờ cứu viện để chống lại người anh em của mình, sau đó sẽ trở mặt đánh đuổi quân Tào để giành lại lãnh địa.
Về cơ bản, mưu kế của Quách Đồ hoàn toàn trái ngược với lời khuyên của Lưu Biểu, vốn khuyên Viên Đàm nên hòa giải với em trai mình và liên kết lực lượng để chống kẻ thù Tào Tháo. Ban đầu Viên Đàm không muốn làm theo kế này, nhưng sau đó ông đã cử Tân Tì đến chỗ Tào Tháo để xin liên minh.
Khi Tân Tì đem lời đề nghị của Viên Đàm đến Tây Bình (西平), căn cứ Tào Tháo dùng để xuất phát tấn công Lưu Biểu, Tào Tháo đã tham khảo ý kiến của các mưu sĩ về cách ứng phó. Tuân Úc thì cho rằng Lưu Biểu không đủ tham vọng để trở thành mối đe dọa, vì vậy đã đến lúc tận dụng mâu thuẫn của anh em họ Viên trước khi họ kịp đoàn kết lại. Về nguyên tắc, Tào Tháo đồng ý, nhưng không chắc chắn về sự chân thành của Viên Đàm trong việc liên minh. Lúc này, Tân Tì đã quá chán nản với người chủ của mình, đã tiết lộ ý đồ thực sự của Viên Đàm cho Tào Tháo biết, đồng thời nói rằng Tào Tháo không cần phải lo lắng về ý định của Viên Đàm miễn là anh em nhà họ Viên vẫn còn bất hòa, vì Tào Tháo có thể dễ dàng đánh bại cả 2 người một cách riêng rẽ. Tào Tháo, lúc này đã vui mừng tin tưởng, đưa quân về phía bắc và vượt sông Hoàng Hà vào cuối năm 203, đồng thời giả cách sắp xếp cho một trong những người con trai của mình là Tào Chỉnh (曹整) kết hôn với con gái của Viên Đàm. Nhận được tin anh trai mình đã liên minh với Tào Tháo, Viên Thượng vội vã dẫn quân từ Bình Nguyên trở về Nghiệp thành để chống trả, trong khi một số võ tướng của Viên Thượng như anh em Lữ Khoáng (呂曠) và Lữ Tường (呂翔) đã chuyển sang đầu hàng Tào Tháo. Anh em họ Lữ được Tào Tháo ban thưởng phong tước, nhưng Viên Đàm cũng tìm cách chiêu dụ họ sang phe mình. Đây được coi là lần đầu tiên Viên Đàm đã bộc lộ sự trí trá, nhưng Tào Tháo không có hành động gì vào thời điểm này.
Tào Tháo chuẩn bị tấn công Nghiệp thành vào năm 204. Dường như không nhận ra mối đe dọa này, Viên Thượng lại chỉ huy một nỗ lực khác để khuất phục Viên Đàm. Mặc dù Viên Thượng cuối cùng đã quay lại với lực lượng tiếp viện gồm 1 vạn quân khi Tào Tháo thực sự bao vây Nghiệp thành, Tào Tháo không gặp khó khăn gì trong việc đánh tan đội quân của Viên Thượng và đuổi Viên Thượng chạy lên phía bắc đến quận Trung Sơn; đến tháng 9, Nghiệp thành đã phải đầu hàng. Viên Đàm, lúc này không còn bị anh trai mình khống chế, đã hành quân về phía bắc từ Bình Nguyên và chiếm các quận Cam Lăng (甘陵), An Bình (安平), Bột Hải và Hà Gian (河間), với đỉnh điểm là một cuộc tấn công vào Trung Sơn đẩy Viên Thượng ra khỏi Ký châu. Lúc này, Tào Tháo không còn cần đến liên minh nữa nên đã lấy cớ Viên Đàm không thực lòng liên minh mà chỉ muốn đạt được mục đích riêng. Lời buộc tội được tiếp nối bằng việc hủy bỏ liên minh, con gái của Viên Đàm bị trả về và quân Tào tiến vào lãnh thổ của Viên Đàm vào đầu năm 205.

## Trận chiến
Viên Đàm sau khi đẩy Viên Thượng ra khỏi Ký châu, đã dẫn quân trở lại và dựng trại ở Long Thấu (龍湊), đóng quân giữa Bình Nguyên và Nam Bì để chống cự với Tào Tháo. Mặc dù đạt được những thành công, Viên Đàm chỉ tái lập được vị thế của mình ở phía bắc Ký châu trong nhiều nhất là vài tuần và không thể giữ được Long Thấu và Nam Bì một cách an toàn. Khi Tào Tháo dẫn quân tiến về Long Thấu, Viên Đàm đã rút bỏ vị trí và rút lui về Nam Bì vào ban đêm, tiếp tục dựng trại trên sông Thanh Hà (清河) gần đó. Hành động rút lui của Viên Đàm khiến Bình Nguyên không còn được bảo vệ, khiến cho Tào Tháo dễ dàng tiến vào thành và thiết lập quyền kiểm soát các quận xung quanh. Vào thời điểm này, một đồng minh truyền thống khác của họ Viên, bộ tộc Ô Hoàn ở phía bắc dưới quyền của Tô Bộc Diên (蘇僕延) đã chuẩn bị một lực lượng gồm 5.000 kỵ binh để giúp cho Viên Đàm. Sứ giả của Tào Tháo đến Ô Hoàn là Khiên Chiêu (牽招) đã có màn phô trương sức mạnh ấn tượng trước một sứ giả đối thủ tại triều đình của Tô Bộc Diên và đã thuyết phục thành công vua Ô Hoàn giải tán lực lượng cứu viện.
Tháng sau, Tào Tháo tiến về phía bắc đánh Nam Bì, Viên Đàm ra trận. Cả hai bên đều có thương vong cao và Tào Tháo đã cân nhắc đến việc tạm thời đình chiến. Tào Thuần, người chỉ huy lực lượng Hổ Báo Kỵ (虎豹騎) của Tào Tháo, đã can ông ta không nên đưa ra quyết định như vậy, dường như ông ta biết được những khó khăn của Tào Tháo mà Quách Đồ đã chỉ ra với Viên Đàm. Tào Tháo đồng ý, ra lệnh tấn công mạnh mẽ, đích thân đánh trống chỉ huy quân lính tấn công và đánh tan quân của Viên Đàm trước khi họ có cơ hội tập hợp lại. Bản thân Viên Đàm đã ngã ngựa khi chạy trốn quân Tào, và trong nỗ lực tuyệt vọng để tự cứu mình, Đàm đã cầu xin tha mạng với Tào Thuần. Tuy nhiên, có lẽ Viên Đàm đã bị giết chết ngay khi đó. Sau khi Viên Đàm chết, Tào Tháo đã chiếm được Nam Bì.

## Kết cuộc
Khi Tào Tháo tiến vào thành, ông đã nghe theo lời khuyên của Lý Phu (李孚), chủ bạ Ký châu vừa mới đầu hàng, là không cướp phá thành phố, và cử Lý Phu đi thông báo với dân chúng rằng mọi việc vẫn diễn ra như thường lệ. Tuy nhiên, Tào Tháo không nhân từ với những cộng sự chính của Viên Đàm — Quách Đồ và những người lãnh đạo khác đã bị xử tử cùng với gia đình của họ, trong khi gia đình của Viên Đàm có thể cũng chịu chung số phận. 
Sự thất thủ của Nam Bì, kết hợp với việc Nghiệp thành thất thủ trước đó, đã đánh bật các thế lực tàn dư của họ VIên ra khỏi Ký châu và do đó khẳng định quyền lực của Tào Tháo đối với đồng bằng Hoa Bắc. Tướng Khăn vàng Hắc Sơn là Trương Yên hoàn toàn phục tùng Tào Tháo, giống như hầu hết các quan lại địa phương trước đây từng phục vụ nhà họ Viên. Riêng Quản Thống cố thủ ở quận Lạc An (樂安) thuộc Thanh châu đã từ chối đầu hàng, Tào Tháo ra lệnh cho hàng tướng Vương Tu giết Quản Thống, nhưng Vương Tu cho rằng Quản Thống là một người trung thành, vì vậy đã xin Tào Tháo tha cho Quản Thống.  Sau khi kiểm soát được Ký châu và Thanh châu, Tào Tháo nghe theo lời khuyên của mưu sĩ Quách Gia mời các tông chủ các gia tộc địa phương tham gia chính quyền của mình. Ông cũng ngăn chặn các cuộc đấu đá và trả thù cá nhân, đồng thời đặt ra một số luật lệ xa hoa cấm các nghi lễ tang lễ quá mức, xây dựng lăng mộ quá mức xa hoa và dựng bia mộ. 
Bấy giờ Viên Thượng đang nương nhờ người em Viên Hi, lúc đó đang kiểm soát U châu. Tuy nhiên, ngay cả ở Bắc U châu, cũng có một số người nhìn thấy sự thay đổi của tình hình. Vương Tùng (王松) ở quận Trác và Tiên Vu Phụ (鮮于輔) ở quận Dự Dương đã tuyên bố quy phục Tào Tháo, trong khi tại đại bản doanh của mình, Viên Hi phải đối mặt với cuộc binh biến nội bộ của Tiêu Xúc (焦觸) và Trương Nam (張南). Tiêu Xúc thành công trong việc đánh đuổi anh em họ Viên, tự xưng là Thứ sử U châu và dẫn nhiều quan lại địa phương quy phục Tào Tháo. Viên Hy và Viên Thương chạy trốn về phía đông bắc đến đồng minh của họ là Ô Hoàn, những người này đã sớm tấn công Tiên Vu Phụ ở Quảng Bình (獷平; đông bắc Mật Vân ngày nay) để ủng hộ họ Viên. Một thế lực chống Tào khác là Triệu Độc (趙犢) và Hoắc Nô (霍奴) cũng nổi dậy ủng hộ họ Viên. Mùa thu năm 205, sau khi bình định xong Ký châu, Tào Tháo tiến về phía bắc tiêu diệt Triệu Độc và Hoắc Nô, giải thoát Tiên Vu Phụ. Ô Hoàn tuy vẫn còn là mối đe dọa, nhưng Tào Tháo không có cơ hội để đối phó với họ vì Cao Cán mới đầu hàng ở Bình châu đã nổi loạn, có lẽ vì hy vọng rằng sự ủng hộ từ Ô Hoàn có thể đảo ngược vận mệnh của gia tộc họ Viên. Tào Tháo đã đánh bại hoàn toàn Cao Cán vào năm 206, và phải đến cuối năm 207, ông ta mới có thể đánh bại hoàn toàn lực lượng liên minh của họ Viên và Ô Hoàn và trở thành thế lực không thể tranh cãi ở miền bắc Trung Quốc.